# لوئیس سینیسترا
لوئیس سینیسترا (زاده ۱۷ ژوئن ۱۹۹۹) یک بازیکن فوتبال اهل کلمبیا است که به صورت قرضی برای باشگاه بورنموث بازی می‌کند.